# Quibou
Quibou – miejscowość i gmina we Francji, w regionie Normandia, w departamencie Manche.
Według danych na rok 1990 gminę zamieszkiwało 809 osób, a gęstość zaludnienia wynosiła 47 osób/km² (wśród 1815 gmin Dolnej Normandii Quibou plasuje się na 283. miejscu pod względem liczby ludności, natomiast pod względem powierzchni na miejscu 167.).